# Banco Bilbao Vizcaya Argentaria
O Banco Bilbao Vizcaya Argentaria (BBVA) é um grupo bancário espanhol com participação em entidades financeiras em mais de trinta países. Possui cerca de 110.000 empregados, bem como 50 milhões de clientes em mais de 30 países e aproximadamente um milhão de acionistas. O Banco BBVA tem a sua sede na cidade de Bilbau (País Basco, Espanha), porém, a maior parte dos serviços centrais da entidade encontram-se em Madrid.
Foi estabelecido em 27 de janeiro de 1988, após fusão do Banco de Bilbao com o Banco Vizcaya, criando o BBV. Em 1999, o BBV se fundiu com o banco público Argentaria, criando assim o BBVA.
Em dezembro de 2012 os ativos totais do banco chegaram a 637,7 bilhões de euros um crescimento de 6,7% em relação ao mesmo período de 2011. O valor da marca do BBVA foi avaliado em 7,897 milhões de dólares segundo o ranking BrandZ, posicionando-o como a 4ª marca mais valiosa da Espanha.

## No Brasil
Ao ingressar no Brasil em 1998, o Grupo BBVA injetou no mercado US$ 800 milhões para a aquisição do tecnicamente falido Excel Econômico (este, já um produto da aquisição da massa falida do Banco Econômico pelo Banco Excel em 1996). Foi realizada a seguir aporte de capital da ordem de US$ 700 milhões, para infra-estrutura, investimentos tecnológicos e abertura de agências. Em dezembro de 2000, o Conselho de Administração do BBV Banco aprovou novo aumento de capital, da ordem de U$ 35 milhões, totalmente integrados pelo Grupo BBVA. Este novo aumento destinou-se à continuidade do plano de expansão de agências e ao cumprimento dos limites operacionais fixados pelo Banco Central (BC).
Entretanto, na mesma época o grupo Bilbao Viscaya Argentaria foi proibido de usar a sigla BBVA para qualquer tipo de publicidade no Brasil, por decisão do Superior Tribunal de Justiça (STJ) – mesmo sendo o BBVA, internacionalmente, produto de uma fusão, em 1988, dos centenários “Banco de Bilbao” e “Banco Vizcaya”, formando o BBV. Em 1999, uma nova união adicionou ao BBV o Banco Argentaria. Mas um pequeno banco carioca (o Banco BVA S.A.) entrou na Justiça alegando que usa a sigla desde 1995. A tese do BVA foi vencedora na justiça, ao mostrar que, além de usar a marca por mais tempo, ela faz parte até de sua razão social, enquanto o Bilbao Viscaya só somou a letra “A” ao seu nome em maio de 2000, depois que se fundiu ao Argentaria. Assim, no Brasil o banco, enquanto operou, teve a marca BBV.
Além da disputa pela marca, na realidade a alienação das operações do BBVA no Brasil vinculou-se ao fato de que os dois anos de operações dos espanhóis não foram bem sucedidos. Diante desse quadro, os acionistas do BBVA tinham duas opções: ou aumentavam a exposição, investindo mais 3 a 4 bilhões de dólares no Brasil, para ocupar pelo menos 10% do mercado e alcançar a escala considerada ideal, ou faziam um recuo estratégico.
Em janeiro de 2003, o banco Bradesco adquiriu as operações do Banco Bilbao Vizcaya Argentaria no Brasil, por R$ 2,7 bilhões.

## Patrocínio Esportivo
O banco é o patrocinador do time argentino de futebol, River Plate, através de sua subsidiária BBVA Francés. O banco também possuiu naming rights para a Liga Espanhola de Futebol entre 2008 e 2016. O Banco também possui naming rights da Liga MX e do Acenso MX (primeira e segunda divisões mexicanas, respectivamente) desde 2013.

## Sedes e Filiais

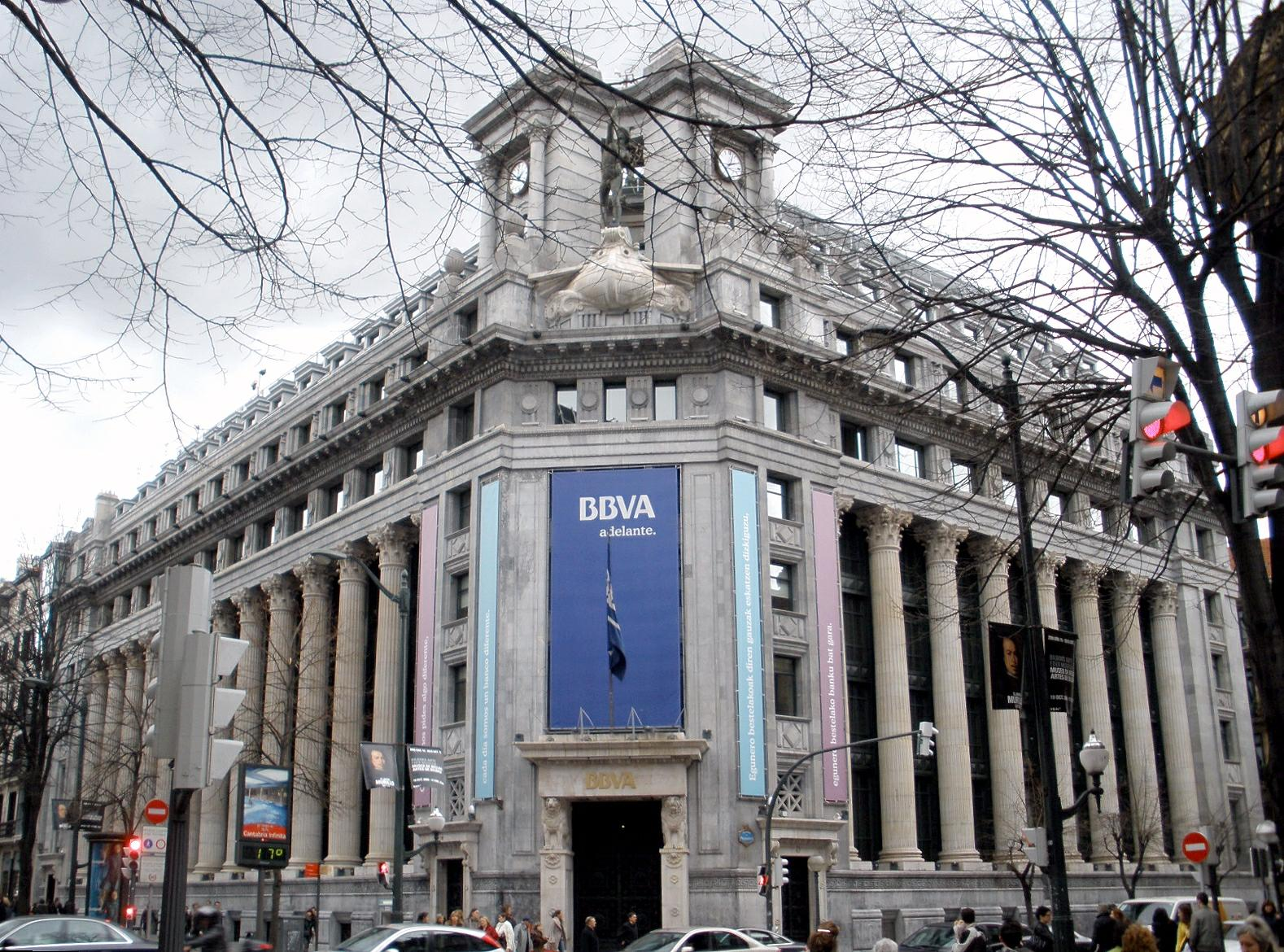
Edifício do BBVA em Bilbao.
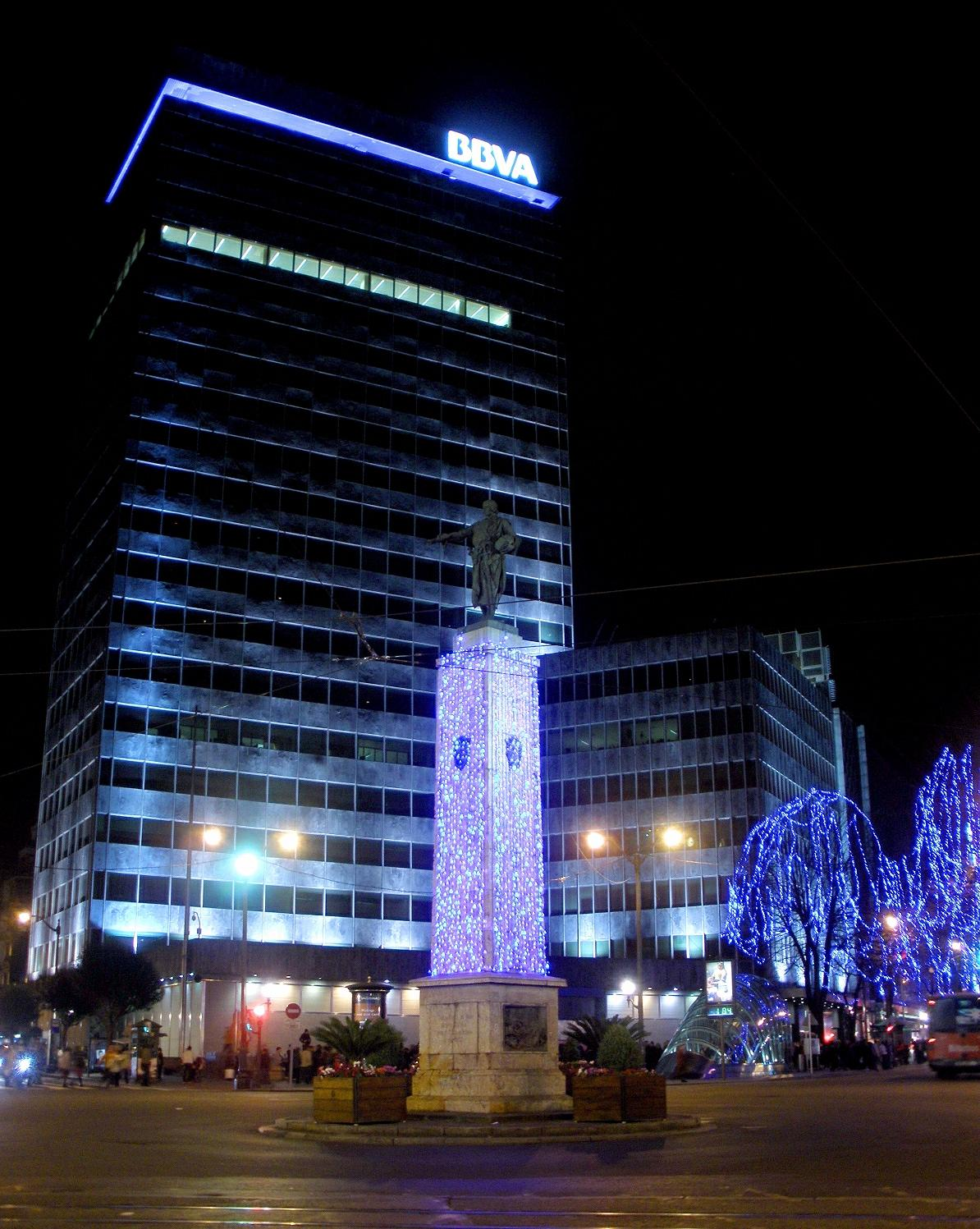
Sede do BBVA em Bilbao, Espanha
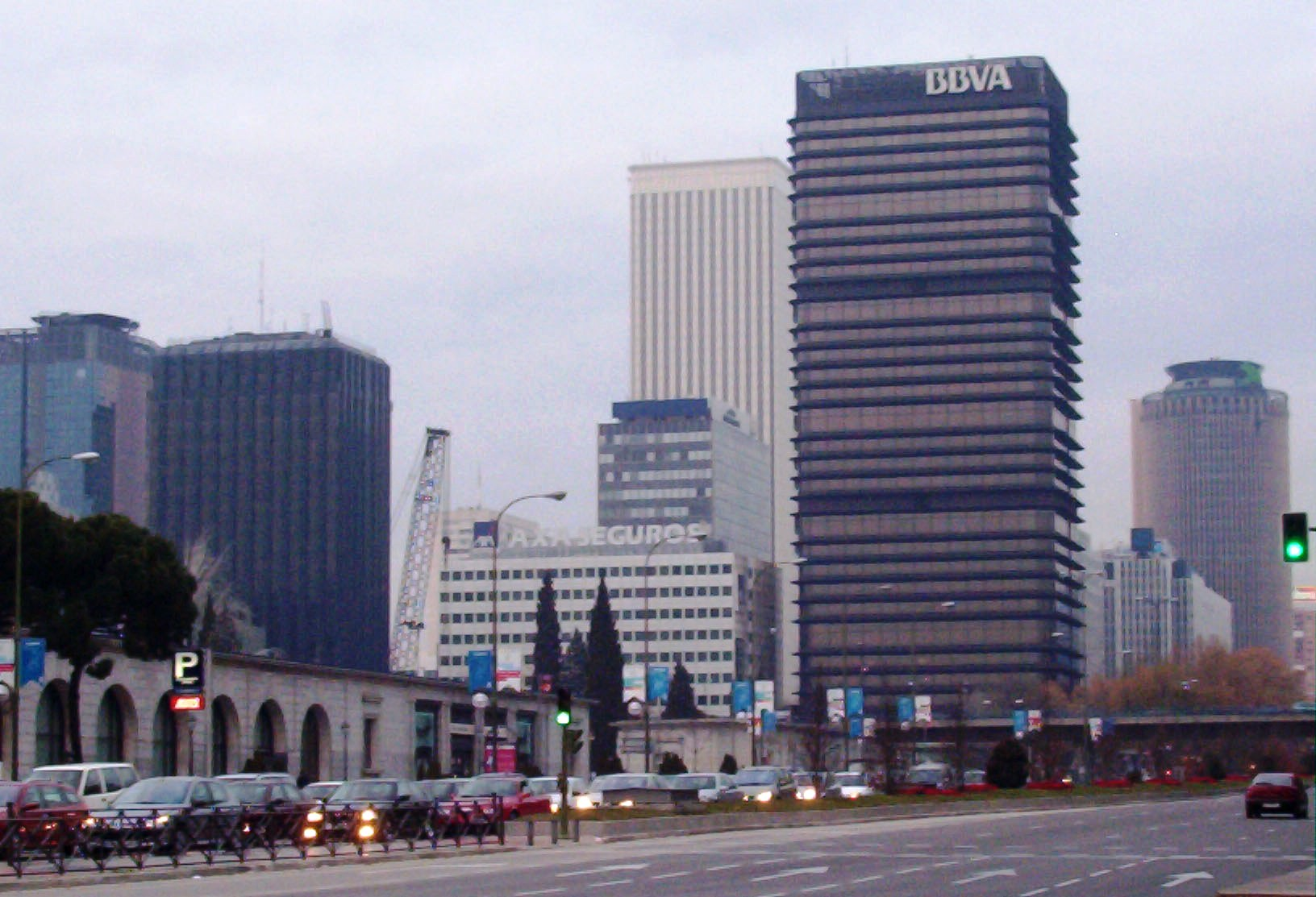
Vista da Torre de Bilbao, em Madrid, Espanha
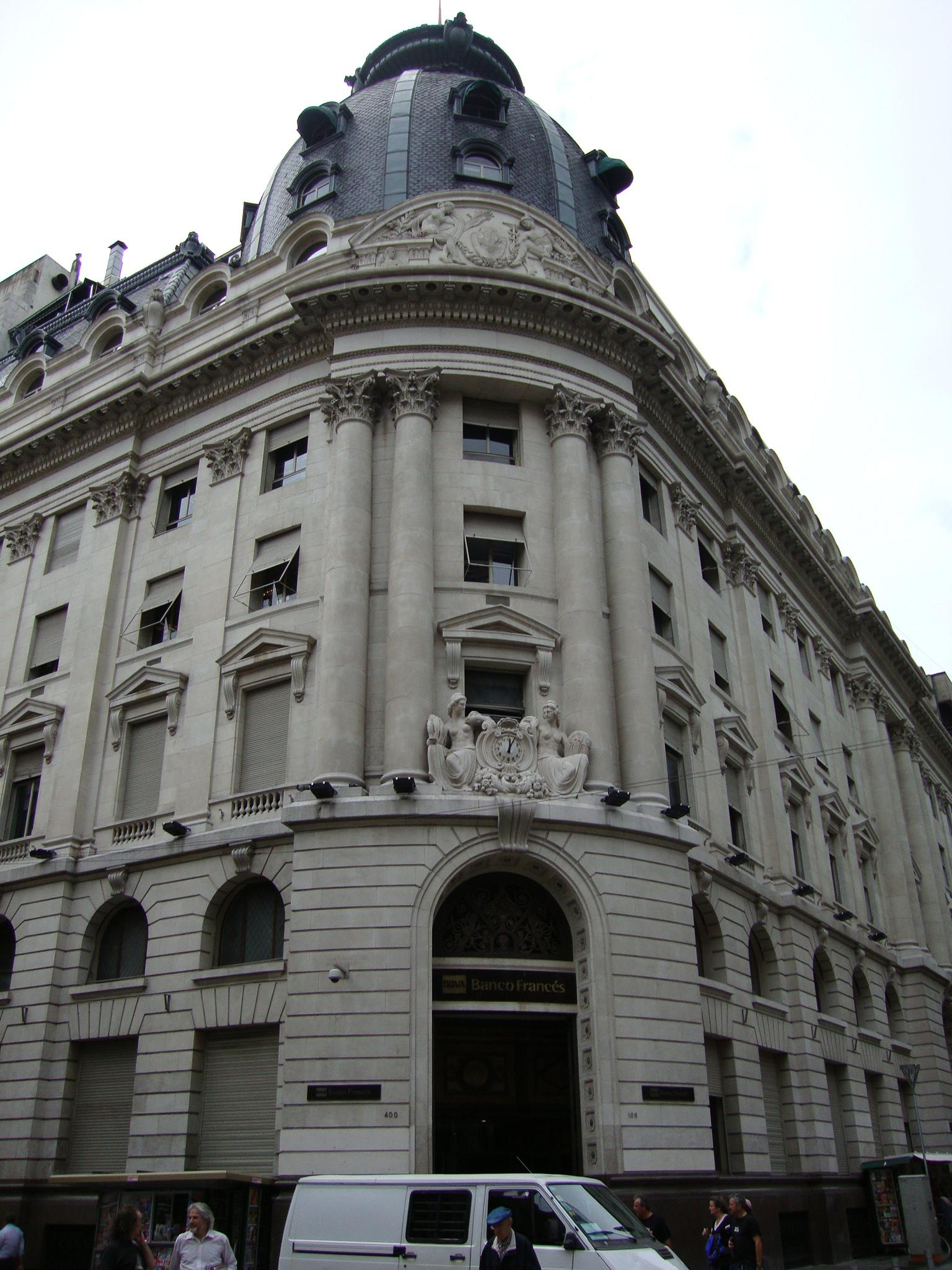
Sede da BBVA Francés, subsidiária do banco, em Buenos Aires, Argentina
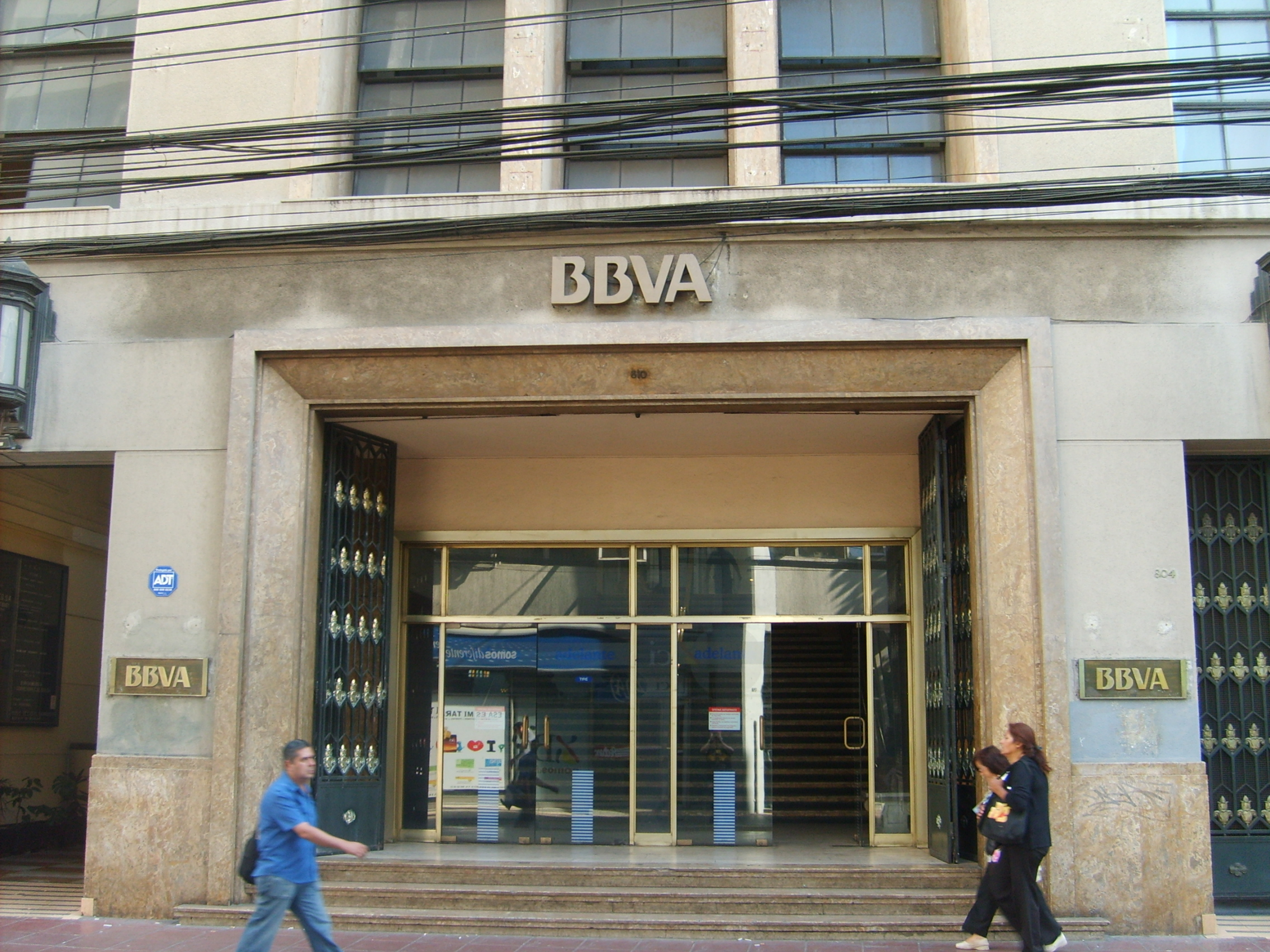
Agência bancária do BBVA em Valparaíso, Chile.